# Ideograma
Um ideograma (do grego "ιδεω": "ideia"; + "γράμμα": "carácter", "letra"; "simbologia da letra") é um símbolo gráfico, que não tem som nem articulação, utilizado para representar um objeto ou uma ideia (conceito abstrato).
Os sistemas de escrita ideográficos originaram-se na antiguidade, antes dos alfabetos e dos abjads.
Como exemplos de escritas ideográficas, podemos citar os hieróglifos do antigo Egito, a escrita linear B de Creta e a escrita maia, assim como os caracteres Hanzi utilizados em chinês e japonês.
O determinativo também é um tipo de ideograma, usado para marcar categorias semânticas de palavras em textos logográficos, o que ajuda a desambiguar a interpretação. Eles não têm uma contrapartida direta na linguagem falada, embora possam derivar historicamente de glifos para palavras reais, e funcionalmente se assemelham a classificadores no leste asiático e nas línguas de sinais. São mais usados no Japão e na China.